# Lixophaga dubiosa
Lixophaga dubiosa är en tvåvingeart som först beskrevs av Thompson 1968.  Lixophaga dubiosa ingår i släktet Lixophaga och familjen parasitflugor. Inga underarter finns listade i Catalogue of Life.